# Koválov
Koválov (1927–1946 slowakisch „Kovalov“ – bis zum 19. Jahrhundert „Hrubý Koválov“ oder „Veľký Koválov“; deutsch Kowallow, älter auch Kowallau, ungarisch Nagykovalló) ist eine Gemeinde in der Westslowakei mit 677 Einwohnern (Stand 31. Dezember 2024), die zum Okres Senica, einem Kreis des Trnavský kraj, gehört.

## Geographie
Die Gemeinde befindet sich inmitten des Hügellands Chvojnická pahorkatina am Bach Koválovský potok. Das Gemeindegebiet ist entsprechend hügelig mit kleineren ebenen Flächen; jeweils nördlich und südlich von Koválov wächst Laubwald. Das Ortszentrum liegt auf einer Höhe von 213 m n.m. und ist zehn Kilometer von Senica entfernt.
Nachbargemeinden sind Radošovce im Norden, Smrdáky im Nordosten, Senica im Osten, Dojč im Süden und Südwesten sowie Unín im Westen und Nordwesten.

## Geschichte

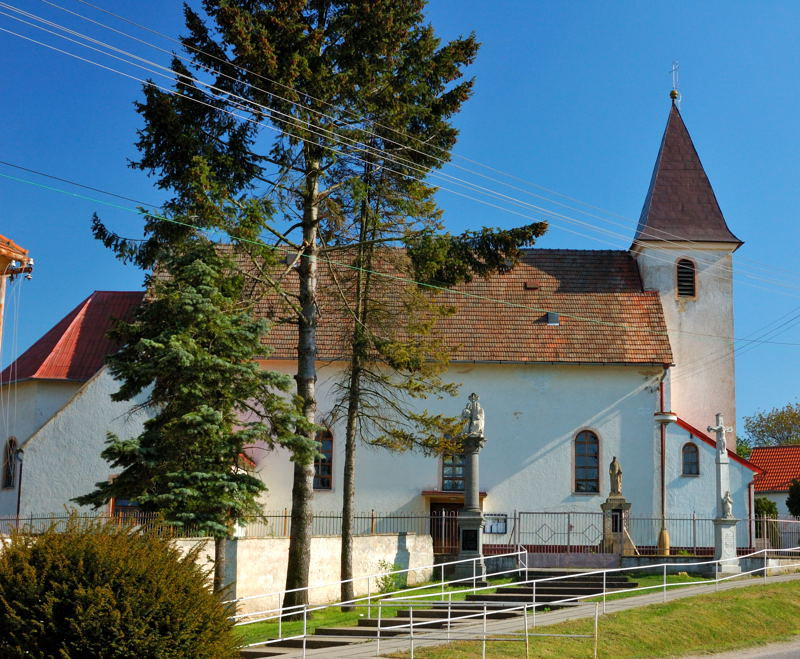
Kirche in Koválov

Koválov wurde zum ersten Mal 1392 als Kowalow schriftlich erwähnt. Damals war das Dorf Teil des Herrschaftsguts der Burg Branč, ab dem 16. Jahrhundert jenem von Šaštín. Das älteste erhaltene Siegel stammt aus dem Anfang des 16. Jahrhunderts. 1736 wurden die Habsburger Gutsbesitzer. Haupteinnahmequelle der Bevölkerung war überwiegend Landwirtschaft, daneben Viehhaltung und Weinbau.
Bis 1918 gehörte der im Komitat Neutra liegende Ort zum Königreich Ungarn und kam danach zur Tschechoslowakei beziehungsweise Slowakei.

## Bevölkerung
| Jahr                | 1994 | 2004    | 2014    | 2024    |
| ------------------- | ---- | ------- | ------- | ------- |
| Anzahl der Personen | 646  | 656     | 706     | 677     |
| Unterschied         |      | +1,54 % | +7,62 % | −4,10 % |

| Jahr                | 2023 | 2024    |
| ------------------- | ---- | ------- |
| Anzahl der Personen | 684  | 677     |
| Unterschied         |      | −1,02 % |

Nach der Volkszählung 2011 wohnten in Koválov 713 Einwohner, davon 706 Slowaken, 4 Tschechen und 1 Bulgare. 2 Einwohner gaben eine andere Ethnie an. 614 Einwohner bekannten sich zur römisch-katholischen Kirche, 13 Einwohner zur Evangelischen Kirche A. B., 2 Einwohner zur evangelisch-methodistischen Kirche und 1 Einwohner zur Bahai-Religion sowie zur griechisch-katholischen Kirche; 1 Einwohner bekannte sich zu einer anderen Konfession. 67 Einwohner waren konfessionslos und bei 14 Einwohnern wurde die Konfession nicht ermittelt.

## Bauwerke
- römisch-katholische Andreaskirche aus der ersten Hälfte des 16. Jahrhunderts, im 18. Jahrhundert barockisiert
- Annakapelle aus dem Jahr 1547, 1785 im barock-klassizistischen Stil gestaltet

## Verkehr
Durch Koválov verläuft eine Straße 3. Ordnung mit Anbindungen nach Smrdáky und Dojč. Beim letztgenannten Ort endet sie an der Straße 2. Ordnung 500 (Kúty–Senica–Vrbovce).